# Technoclub
Der Technoclub in Frankfurt am Main, zeitweise auch Techno Club D.G. genannt („D.G.“ für Dorian Gray), war die weltweit erste Veranstaltungsreihe, bei der ausschließlich elektronische Tanzmusik gespielt wurde, und sich zu einem der erfolgreichsten Clubprojekte der deutschen Techno-Szene entwickelte.

## Geschichte
1984 wurde die Technoclub-Veranstaltungsreihe von Talla 2XLC und Matthias Haibach ins Leben gerufen. Die erste Party fand am Sonntag, den 2. Dezember 1984, von 15–21.30 Uhr im NO NAME in der Steinwegpassage 7 in Frankfurt-City statt. Später wurde das Team ergänzt durch Alex Azary und Michel Greulich. Der Name setzt sich zusammen aus Technologie und Club. „Technologie“ stand dabei für den technologischen Fortschritt und „Elektronik“ und sollte zum Ausdruck bringen, dass nur elektronische Musik gespielt wurde (anfangs vor allem Electropop und EBM, später wurden die Partys mit House, New Beat und frühem Techno vermischt). Der Begriff Techno als Stilrichtung der Musik wurde bereits 1982 von Talla 2XLC verwendet, der in einem Frankfurter Plattenladen elektronische Musik in die Kategorie „Techno“ einsortierte.
Technoclub-Veranstaltungen fand immer am Sonntagnachmittag im No Name in der Frankfurter Innenstadt statt. So entwickelten sich die Technoclub-Veranstaltungen auch zur Afterhour für die Besucher des Dorian Gray.
Der Ort der Technoclub-Veranstaltungsreihe wechselte vom No Name zum Roxanne (über der Frankfurter Zeil), zum Omen und schließlich ins Dorian Gray. Technoclub-Veranstaltungen im Omen gehörten zu den ersten Acid-House- und New-Beat-Partys in Deutschland. 1989 veröffentlichte das Technoclub-Team die erste Ausgabe des Fanzines Frontpage, das sich zu einem der bekanntesten deutschen Magazine für elektronische Musik entwickelte. Chefredakteur war zu Beginn der aus dem Technoclub-Umfeld stammende Armin Johnert. Eine club-eigene Compilation-Reihe mit Künstlern aus dem EBM-, Elektro-, Trance- und Techno-Umfeld erschien ab 1990 auf dem Label New Zone.
Nach der Schließung des Dorian Gray im Jahr 2000 fanden ab 2004 wieder regelmäßige Technoclub-Veranstaltungen statt, zunächst im Frankfurter Club Café Royal, später im Börsenkeller Stocks und im SoundZ in Rödermark. Von Oktober 2006 bis April 2011 fanden Technoclub-Veranstaltungen im Frankfurter Club U60311 statt. Danach wechselte man in das ebenfalls in der Frankfurter City gelegene Monza.
Zwei Jahre später erfolgte nach dem Umbau des Clubs in eine sogenannte Off-Location der Wechsel in den MTW-Club in Offenbach. Hier finden nun an jedem ersten Samstag im Monat Events mit internationalen und nationalen DJs und Acts statt. Dabei werden sowohl aktuell weltbekannte DJs der Trance- und Progressive-Szene als auch rauschende Classic-Partys mit DJs von „damals“ präsentiert.

## Technoclub Locations

Früheres Logo von 1988, während der EBM-/Post-Industrial-Phase des Technoclubs

- Dorian Gray (jeden Freitag vom 16. September 1988 bis 29. Dezember 2000)
- Space Club Ibiza (jeweils donnerstags 2000 und 2001)
- Café Royal – Frankfurt (17. September 2004 bis 2005)
- Europalace – Mainz-Kastel (einmalig, 16. Juli 2005)
- Stocks – Frankfurt (2005 bis 14. Februar 2006)
- SoundZ – Rödermark (17. März 2006 bis 16. Juni 2006)
- U60311 – Frankfurt (6. Oktober 2006 bis 8. April 2011)
- Monza – Frankfurt (Mai 2011 bis März 2013)
- MTW Club – Offenbach (seit September 2013)
- moon13 - Frankfurt (einmalig, 28. Dezember 2014)

## Technoclub Open Air Locations
- Effect Club – Lampertheim (einmalig, 23. Juli 2006)
- Galerie Beach Club – Frankfurt (einmalig, 19. August 2007)
- Rheinstrand Sonnendeck – Ludwigshafen (einmalig, 16. August 2008)
- Club Longbeach – Hattersheim (zwei Veranstaltungen 2009 und zwei Veranstaltungen 2010)